# Jake Odorizzi
Jacob Odorizzi (né le 27 mars 1990 à Breese, Illinois, États-Unis) est un lanceur droitier des Ligues majeures de baseball jouant avec les Astros de Houston.

## Carrière

### Royals de Kansas City
Jake Odorizzi est un choix de première ronde des Brewers de Milwaukee en 2008. Odorizzi amorce sa carrière en ligues mineures dans l'organisation des Brewers. Le 19 décembre 2010, Milwaukee l'échange aux Royals de Kansas City en compagnie de l'arrêt-court Alcides Escobar, du voltigeur Lorenzo Cain et du lanceur de relève Jeremy Jeffress pour obtenir en retour le lanceur étoile Zack Greinke et l'arrêt-court Yuniesky Betancourt.
Avant la saison 2011, Baseball America classe Odorizzi au 69e rang de sa liste annuelle des 100 meilleurs joueurs d'avenir. Il grimpe d'un échelon et est 68e au classement de l'année suivante. En 2012, les partisans de Kansas City ont la chance de voir Odorizzi à l'œuvre dans le match des étoiles du futur, présenté en marge du match des étoiles de la Ligue majeure.
Jake Odorizzi fait ses débuts dans le baseball majeur comme lanceur partant des Royals de Kansas City face aux Indians de Cleveland le 23 septembre 2012. Il subit une défaite en deux départs pour Kansas City. 

### Rays de Tampa Bay

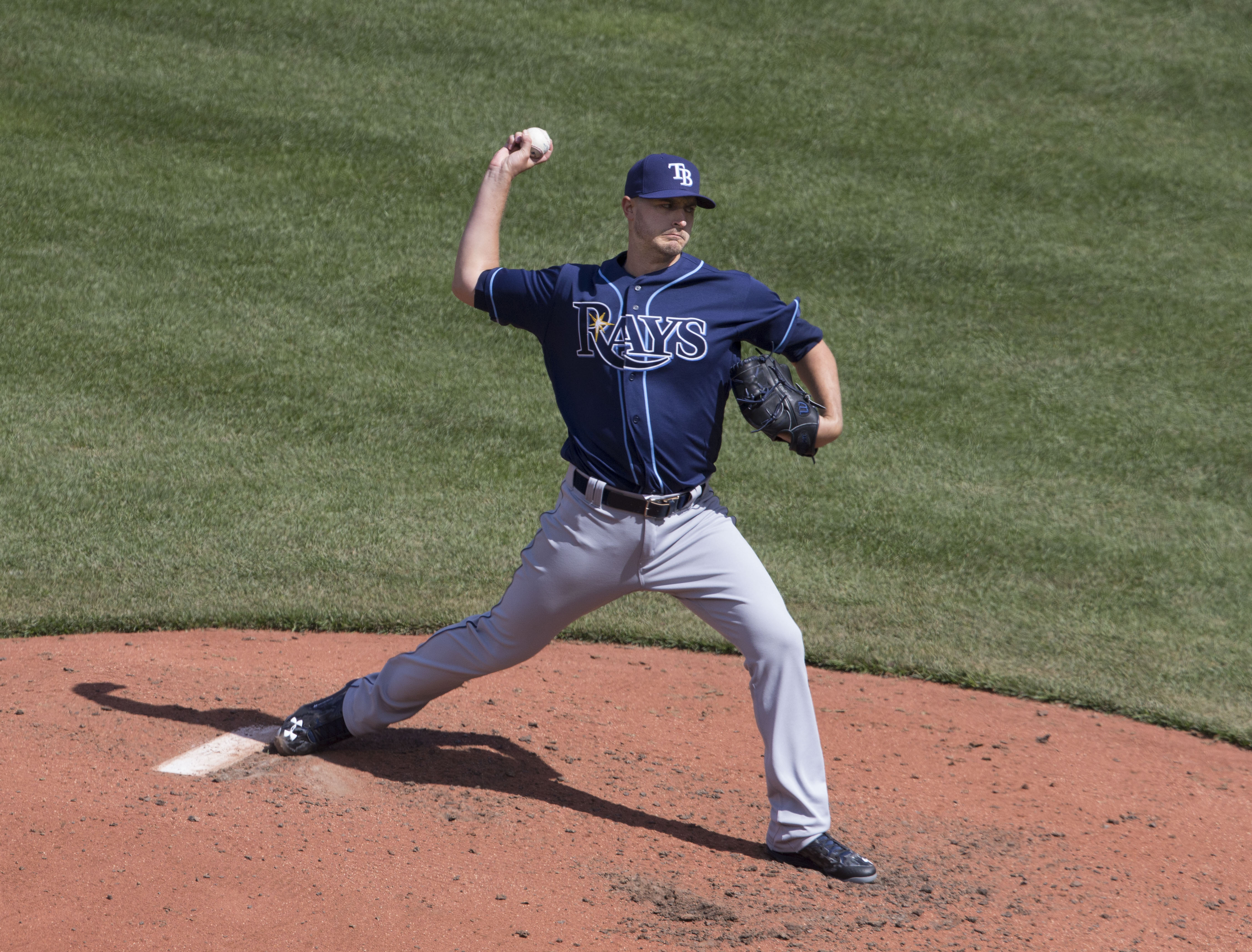
Jake Odorizzi en 2016 avec les Rays de Tampa Bay.

Avec le voltigeur Wil Myers, le lanceur gaucher Mike Montgomery et le joueur de troisième but Patrick Leonard, Odorizzi passe aux Rays de Tampa Bay le 9 décembre 2012 dans l'échange qui envoie à Kansas City les lanceurs droitiers James Shields et Wade Davis et l'arrêt-court Elliot Johnson.
Dans une victoire de 8-0 des Rays le 21 juin 2014, Odorizzi limite les Astros de Houston à un seul coup sûr en 7 manches et un tiers et réussit 10 retraits sur des prises.

### Twins du Minnesota
Les Rays de Tampa Bay échangent Odorizzi aux Twins du Minnesota le 17 février 2018 contre le joueur de champ intérieur des ligues mineures Jermaine Palacios.